# 아가타이 칸
아가타이 칸(러시아어: Агатай-хан, 1557년 사망)은 8번째 히바 칸국의 칸이자 1547년부터 1557년까지 화레즘과 히바 칸국 지역을 통치한 칸이다.

## 집권

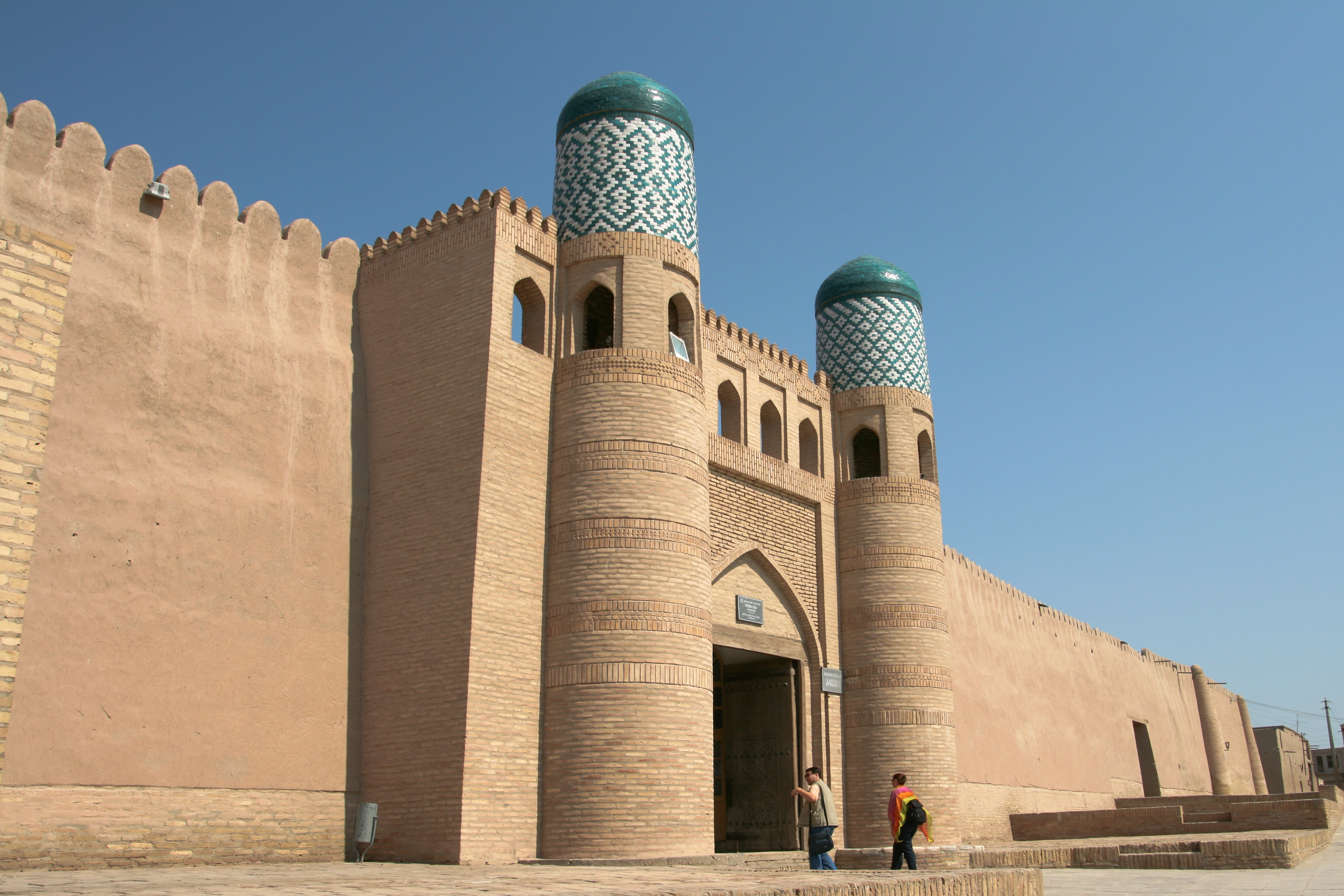
히바의 성문.

아가타이 칸은 아미넥 칸의 자식이자 우즈베크 칸의 야자르 칸의 후손이기도 했다. 1547년 칼 칸이 사망한 이후 히바 칸국의 칸이 되었다. 아가타이 칸의 통치 기간 동안에는 매우 평화로웠지만 말기 권력 투쟁의 결과 1557년 암살당했다. 결국 이후 도스 칸이 그를 이어서 새 칸이 되었다.

## 참고 문헌
- (러시아어) Гулямов Я.Г., История орошения Хорезма с древнейших времен до наших дней. Ташкент. 1957
- (러시아어) История Узбекистана. Т.3. Т.,1993.
- (러시아어) История Узбекистана в источниках. Составитель Б.В. Лунин. Ташкент, 1990
- (러시아어) История Хорезма. Под редакцией И.М.Муминова. Ташкент, 1976

| 전임 칼 칸 | 제8대 히바 칸국의 칸 1547년 ~ 1557년 | 후임 도스 칸 |